# Grote bostrechterzwam
De grote bostrechterzwam (Clitocybe phyllophila) is een schimmel behorend tot het geslacht Clitocybe. Hij vormt middelgrote tot relatief grote vruchtlichamen, die ook behoorlijk stevig kunnen zijn. 

## Kenmerken

### Uiterlijke kenmerken
Hoed
De hoed is maximaal 3 tot 10 centimeter breed. Het is aanvankelijk convex en later plat. Soms blijft er een zwakke bult in het midden van de hoed. De hoed is witachtig vleeskleurig en - vooral jong - heeft een zilverachtig tot krijtwitte kleur. De hoedrand is niet gekerfd en blijft lang verbogen. 
Lamellen
De lamellen zijn eerst witgeelachtig, later crèmekleurig en met een min of meer uitgesproken roze kleur. Ze zijn dicht en worden breed aan de steel aangehecht of enigszins aflopend. 
Steel
De steel is 3 tot 8 cm lang en 5 tot 12 mm dik. Het is cilindrisch van vorm, maar vaak iets taps toelopend aan de basis. De kleur is vuilwitachtig, maar wordt met de jaren meer beigebruin. Het oppervlak is glad en kaal. Aan de basis bevindt zich een dicht, wit mycelium. De steel draagt geen ring.
Geur en smaak
Het vruchtvlees is waterig en wit, maar een beetje grijsbruin, vooral in de hoed. Het heeft een aangenaam aromatisch-zoete geur en een milde smaak. Deze soort is giftig door de aanwezigheid van muscarine.
Sporenprint
De sporenprint is crèmekleurig en vaak met roze tinten, soms lichter of wit.

### Microscopische kenmerken
De basidia zijn 4-sporig, knotsvormig en meten 19-26 × 4-6 µm. De basidia hebben een gesp aan de basis. De hyaliene sporen zijn elliptisch en meten 4-5,5 × 2,5-4 µm. De verhouding tussen lengte en breedte ligt tussen 1,2 en 1,9. Hun oppervlak is glad. Ze zijn inamyloïde en cyanofiel. Cystidia zijn afwezig. De hoedhuid bestaat uit onregelmatig gerangschikte, 2-4 µm brede hyfen. Deze hebben meestal korte knoestige uitgroeiingen of korte takken. De weinige bestaande septa hebben gespen.

## Verspreiding
Het verspreidingsgebied is submeridiaal tot boraal. De grote bostrechterzwam is te vinden in Zuid-Amerika (Brazilië) en Europa. Volgens andere waarnemingen is de soort een kosmopoliet, afgezien van Antarctica. In Europa strekt het gebied zich uit van de Middellandse Zee tot de hoge boreale zone van Noors Lapland en oostwaarts tot Wit-Rusland. In Nederland komt hij algemeen voor. Hij staat niet op de rode lijst en is niet bedreigd.

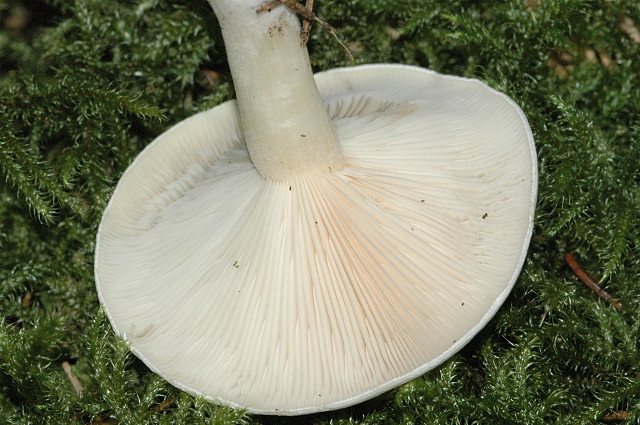
Lamellen